# مطر أصفر

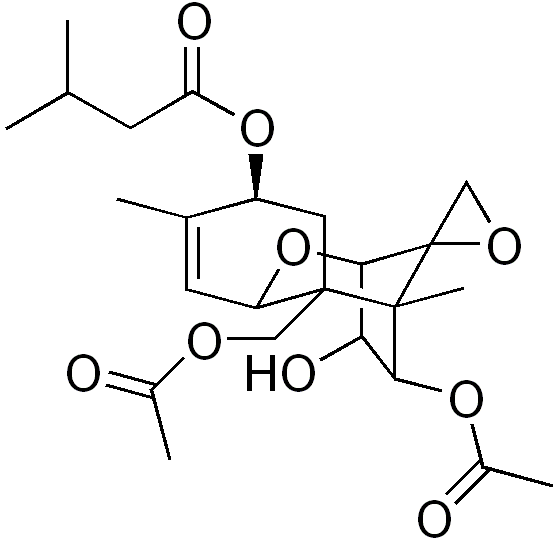
تركيب السموم الفطرية تي-2

مطر أصفر هو حدثٌ سياسي، وقع عام 1981 عندما اتهم وزير خارجية الولايات المتحدة ألكسندر هيج الاتحاد السوفييتي بتزويد الدول الشيوعية في فيتنام ولاوس وكمبوديا بمادة الميكوتوكسين T-2 لاستخدامها في حرب مكافحة التمرد. وصف اللاجئون أشكالاً عديدة مختلفة من الهجمات، بما في ذلك سائل أصفر لزج يسقط من الطائرات أو المروحيات، والذي أطلق عليه اسم المطر الأصفر. زعمت الحكومة الأميركية أن أكثر من عشرة آلاف شخص قتلوا في هجمات استخدمت فيها هذه الأسلحة الكيميائية المزعومة. نفى السوفييت هذه الإدعاءات، ولم تكن التحقيقات الأولية التي أجرتها الأمم المتحدة حاسمة.
كانت العينات التي وُفّرت للعلماء المستقلين من المادة الكيميائية المفترضة عبارة عن براز نحل العسل، مما يشير إلى أن المطر الأصفر كان بسبب التغوط الجماعي لحبوب اللقاح المهضومة من أسراب كبيرة من النحل. على الرغم من أن غالبية الأدبيات العلمية حول هذا الموضوع تعتبر الآن الفرضية القائلة بأن المطر الأصفر كان سلاحًا كيميائيًا سوفييتيًا غير صحيحة، إلا أن حكومة الولايات المتحدة لم تتراجع عن ادعاءاتها،  بحجة أن القضية لم يتم حلها بالكامل. تظل العديد من الوثائق الأمريكية المتعلقة بهذه الحادثة سرية.

## الإدعاءات
تعود الاتهامات إلى الأحداث التي شهدتها لاوس وفيتنام الشمالية بدءاً من عام 1975، حين خاضت الحكومتان المتحالفتان مع الاتحاد السوفييتي والمدعومة منه، حرباً ضد قبائل الهمونغ، وهي الشعوب التي انحازت إلى الولايات المتحدة وفيتنام الجنوبية خلال حرب فيتنام . وصف اللاجئون أحداثاً يعتقدون أنها هجمات حرب كيميائية بواسطة طائرات أو مروحيات تحلق على ارتفاع منخفض، وتحدثت العديد من التقارير عن سائل زيتي أصفر اللون تسبب لهم من أعراض عصبية وجسدية، بما في ذلك النوبات والعمى والنزيف. وقد وردت تقارير مماثلة عن الغزو الفيتنامي لكمبوديا في عام 1978.
وقد أكد كتاب مدرسي صدر عام 1997 عن إدارة الطب بالجيش الأمريكي أن أكثر من عشرة آلاف شخص قتلوا في هجمات باستخدام الأسلحة الكيماوية في لاوس وكمبوديا وأفغانستان. وكانت أوصاف الهجمات متنوعة، وشملت قنابل وبخاخات يتم إسقاطها من الجو، وأفخاخ، وقذائف مدفعية، وصواريخ وقنابل يدوية تنتج قطرات من السوائل أو الغبار أو البارود أو الدخان أو مواد شبيهة بالحشرات ذات لون أصفر أو أحمر أو أخضر أو أبيض أو بني.
وأعلن وزير الخارجية ألكسندر هيج في سبتمبر1981: يشعر المجتمع الدولي بالفزع إزاء التقارير المتواصلة التي تشير إلى أن الاتحاد السوفييتي وحلفاءه يستخدمون أسلحة كيميائية قاتلة في لاوس وكمبوديا وأفغانستان. لقد عثرنا الآن على أدلة مادية من جنوب شرق آسيا تم تحليلها وتبين أنها تحتوي على مستويات عالية بشكل غير طبيعي من ثلاثة سموم فطرية قوية - وهي مواد سامة غير أصلية في المنطقة وهي شديدة السمية للإنسان والحيوان.
ووصف الاتحاد السوفييتي هذه الاتهامات بأنها كذبة كبيرة وقال إن الحكومة الأميركية استخدمت أسلحة كيميائية أثناء حرب فيتنام وزودت بها المتمردين الأفغان والقوات السلفادورية. ودفعت الاتهامات الأميركية الأمم المتحدة إلى إجراء تحقيق في باكستان وتايلاند. وشمل ذلك خمسة أطباء وعلماء أجروا مقابلات مع شهود مزعومين وجمعوا عينات يُزعم أنها جاءت من أفغانستان وكمبوديا. ومع ذلك، أسفرت المقابلات عن شهادات متضاربة، وكانت تحليلات العينات غير حاسمة. كما قام خبراء الأمم المتحدة بفحص اثنين من اللاجئين الذين زعموا أنهم يعانون من الآثار المترتبة على هجوم كيميائي، لكن تم تشخيص حالتهم على أنهم مصابون بعدوى جلدية فطرية. وأفاد الفريق بأنه لم يتمكن من التحقق من استخدام الأسلحة الكيميائية، لكنه أشار إلى وجود أدلة ظرفية "تشير إلى الاستخدام المحتمل لبعض أنواع المواد الكيميائية السامة في بعض الحالات".
تم الإبلاغ عن تحليلات الميكوتوكسين الأمريكية في الأدبيات العلمية في عامي 1983 و 1984 وأفادت عن كميات صغيرة من الميكوتوكسينات، تتراوح من أجزاء في المليون إلى آثار في نطاق أجزاء في المليار. أقل حد ممكن للكشف في تحليلات السموم الفطرية هذه هو في نطاق الأجزاء لكل مليار. ومع ذلك، فإن العديد من التناقضات في هذه التقارير تسببت في نقاش مطول، حول صحة التحليلات. تشير مراجعة طبية أجريت عام 2003 إلى أن هذا النقاش ربما تفاقم على الرغم من أن الأساليب التحليلية كانت في بداياتها أثناء الجدل، إلا أنها كانت لا تزال حساسة بما يكفي لالتقاط مستويات منخفضة من تلوث البيئة بالتريكوثيسين.

## التحقيق الأولي
أجرى تحقيقًا كيميائيًا حيويًا في جامعة مينيسوتا، بحثًا عن وجود السموم الفطرية التريكوثيسينية، بما في ذلك سموم ودياسيتوكسيسيربينول، وديوكسينيفالينول. وشمل ذلك إجراء تحليلات كيميائية للدم والبول والأنسجة من الضحايا المزعومين للهجمات الكيميائية التي وقعت في فبراير 1982 في لاوس وكمبوديا. "إن العثور على السموم في الدم والبول وأنسجة الجسم لضحايا الحرب الكيميائية المزعومين في جنوب شرق آسيا يوفر دليلاً قاطعًا على استخدام trichothecenes كعوامل حرب غير تقليدية. تكمن النتائج المهمة الإضافية في trichothecenes الموجودة في عينات الأوراق والمسحوق الأصفر الدليل الأكثر إقناعًا لأن هذا المسحوق الأصفر والسموم نادرا ما يتم العثور عليهم في الطبيعة ونادرًا ما يحدثان معًا.

## توضيح

#### فرضية النحلة
وفي عام 1983، تم التشكيك في هذه الاتهامات من قبل عالم الأحياء بجامعة هارفارد والمعارض للأسلحة البيولوجية ماثيو ميسيلسون وفريقه، الذين سافروا إلى لاوس وأجروا تحقيقا منفصلا. وأشار فريق ميسيلسون إلى أن السموم الفطرية من نوع تريكوثيسين توجد بشكل طبيعي في المنطقة، وشكك في شهادة الشهود. واقترح فرضية بديلة مفادها أن المطر الأصفر كان عبارة عن براز غير ضار للنحل . وقد قدم فريق ميسيلسون ما يلي كدليل: "قطرات المطر الصفراء" المنفصلة التي ظهرت على نفس الورقة، والتي "قُبلت على أنها أصيلة"، كانت تتكون إلى حد كبير من حبوب اللقاح؛ كل قطرة تحتوي على مزيج مختلف من حبوب اللقاح، كما قد يتوقع المرء إذا جاءت من نحل مختلف، وأظهرت الحبوب خصائص مميزة لحبوب اللقاح التي يهضمها النحل (اختفى البروتين الموجود داخل حبوب اللقاح، بينما بقيت القشرة الخارجية غير القابلة للهضم). علاوة على ذلك، جاء مزيج حبوب اللقاح من أنواع نباتية نموذجية للمنطقة التي تم جمع القطرة منها.
وردت الحكومة الأمريكية على هذه النتائج بالقول إن حبوب اللقاح أضيفت عمداً، بهدف صنع مادة يمكن استنشاقها بسهولة و"ضمان الاحتفاظ بالسموم في جسم الإنسان"، رد ميسيلسون على هذه الفكرة بقوله إنه من غير المعقول أن نتخيل أن شخصًا ما قد ينتج سلاحًا كيميائيًا عن طريق "جمع حبوب اللقاح التي هضمها النحل مسبقًا". إن حقيقة أن حبوب اللقاح نشأت في جنوب شرق آسيا تعني أن الاتحاد السوفييتي لم يكن بإمكانه تصنيع المادة محليًا، وكان ليضطر إلى استيراد أطنان من حبوب اللقاح من فيتنام. وُصف عمل ميسيلسون في مراجعة طبية مستقلة بأنه يقدم "دليلاً دامغًا على أن المطر الأصفر قد يكون له تفسير طبيعي حميد".
بعد أن تم الإعلان عن فرضية نحل العسل، كشف البحث في الأدبيات عن ورقة بحثية صينية سابقة حول ظاهرة الفضلات الصفراء في مقاطعة جيانجسو في سبتمبر 1976. من المثير للدهشة أن القرويين الصينيين استخدموا أيضًا مصطلح المطر الأصفر لوصف هذه الظاهرة. اعتقد العديد من القرويين أن الفضلات الصفراء كانت نذيرًا بنشاط زلزالي وشيك. يعتقد البعض الآخر أن هذه الفضلات كانت أسلحة كيميائية رشها الاتحاد السوفييتي أو تايوان. ومع ذلك، استنتج العلماء الصينيون أيضًا أن الفضلات جاءت من النحل.

#### الميكوتوكسينات
أكدت تحاليل العينات التي أجرتها الحكومات البريطانية والفرنسية والسويدية على ما يسمى المطر الأصفر وجود حبوب اللقاح، لكنها فشلت في العثور على أي أثر للسموم الفطرية. شككت دراسات علم السموم في موثوقية التقارير التي تفيد بأنه تم اكتشاف السموم الفطرية في الضحايا المزعومين لمدة تصل إلى شهرين بعد التعرض، لأن هذه المركبات غير مستقرة في الجسم ويتم التخلص منها من الدم في غضون ساعات قليلة. أظهر تشريح جثة مقاتل من الخمير الحمر يدعى تشان مان، ضحية لهجوم المطر الأصفر المزعوم في عام 1982، آثارًا للسموم الفطرية، ولكن أيضًا الأفلاتوكسين ، وحمى بلاكووتر ، والملاريا.
وأظهرت الدراسات الاستقصائية أيضًا أن الفطريات المنتجة للسموم الفطرية والتلوث بالسموم الفطرية كانا شائعين في جنوب شرق آسيا، مما يثير الشك حول التأكيد على أن اكتشاف هذه المركبات كان حدثًا غير عادي. على سبيل المثال، وجد أحد المختبرات العسكرية الكندية السموم الفطرية في دم خمسة أشخاص من المنطقة لم يتعرضوا قط للمطر الأصفر، من بين 270 شخصًا تم اختبارهم، ولكن لم يتم العثور على أي سموم فطرية في دم عشرة ضحايا مزعومين، وذكرت ورقة بحثية عام 1988 أن الأمراض الناجمة عن التعرض للسموم الفطرية قد تشكل تهديدًا خطيرًا للصحة العامة في ماليزيا. من المعروف الآن أن تلوث الأطعمة مثل القمح والذرة بالسموم الفطرية يمثل مشكلة شائعة، وخاصة في المناطق المعتدلة من العالم. وكما ورد في مراجعة طبية أجريت عام 2003، فإن "البحث الحكومي سلط الضوء، إن لم يكن أي شيء آخر، على أن السموم الفطرية الطبيعية تشكل خطراً صحياً كبيراً في جنوب شرق آسيا".

#### موثوقية روايات شهود العيان
ذكرت صحيفة نيويورك تايمز في عام 1987، أن طلبات حرية المعلومات أظهرت أن التحقيقات الميدانية التي أجرتها فرق الحكومة الأمريكية في الفترة 1983-1985 لم تسفر عن أي دليل يدعم الادعاءات الأولية، وقد ألقت ظلالاً من الشك على موثوقية التقارير الأولية، ولكن هذه التقارير الحاسمة لم يتم الكشف عنها للجمهور. أشار تحليل أجري عام 1989 للتقارير الأولية التي تم جمعها من اللاجئين الهمونغ ونشر في مجلة الجمعية الطبية الأميركية إلى "تناقضات واضحة أضعفت إلى حد كبير صحة الشهادات"، وانتقد الأساليب المستخدمة في المقابلات التي أجراها الفريق الطبي التابع للجيش الأميركي الذي جمع هذه المعلومات. شملت هذه القضايا قيام فريق الجيش الأميركي بمقابلة الأشخاص الذين زعموا أن لديهم علماً بالهجمات بالأسلحة الكيميائية فقط، وقيام المحققين بطرح أسئلة موجهة أثناء المقابلات. وأشار المؤلفون إلى أن قصص الأفراد تغيرت بمرور الوقت، وكانت غير متسقة مع الروايات الأخرى، وأن الأشخاص الذين زعموا أنهم كانوا شهود عيان عندما تمت مقابلتهم لأول مرة صرحوا لاحقًا أنهم كانوا ينقلون روايات الآخرين.
في عام 1982، زار ميسيلسون مخيماً للاجئين من الهمونغ حاملاً عينات من فضلات النحل التي جمعها في تايلاند. وزعم معظم الهمونغ الذين أجرى معهم المقابلات أن هذه كانت عينات من الأسلحة الكيميائية التي هوجموا بها. تمكن أحد الرجال من تحديد هويتهم بدقة على أنهم فضلات حشرات، لكنه تحول إلى قصة الأسلحة الكيميائية بعد مناقشة ذلك مع زميله من الهمونغ.
في عام 1984، زار العالم العسكري الأسترالي رود بارتون تايلاند، واكتشف أن القرويين التايلانديين كانوا يلقون باللوم على المطر الأصفر في مجموعة متنوعة من الأمراض، بما في ذلك الجرب. وأوضح طبيب أمريكي في بانكوك أن الولايات المتحدة كانت مهتمة بشكل خاص بالمطر الأصفر، وكانت تقدم الرعاية الطبية للضحايا المزعومين.

#### من المحتمل أن يكون أصله أمريكيا
أشار تقرير لوكالة المخابرات المركزية الأمريكية في ستينيات القرن العشرين إلى مزاعم الحكومة الكمبودية بأن قواتها تعرضت لهجوم بأسلحة كيميائية، مما خلف وراءه مسحوقًا أصفر اللون، واتهم الكمبوديون الولايات المتحدة بتنفيذ هذه الهجمات الكيميائية المزعومة. أظهرت بعض عينات "المطر الأصفر" التي تم جمعها من كمبوديا في عام 1983 نتائج إيجابية لغاز سي إس ، الذي استخدمته الولايات المتحدة أثناء حرب فيتنام. يعتبر سي إس شكلاً من أشكال الغاز المسيل للدموع وهو ليس سامًا بشكل حاد، ولكنه قد يكون مسؤولاً عن بعض الأعراض الخفيفة التي أبلغ عنها سكان قرى همونغ.

## الاستنتاجات العلمية والمزاعم الأميركية
ويرى معظم المجتمع العلمي أن هذه الادعاءات لا تستند إلى أدلة كافية، أو أنها تم دحضها بالكامل. على سبيل المثال، وصفت مراجعة نُشرت عام 1992 في مجلة السياسة وعلوم الحياة فكرة المطر الأصفر كعامل بيولوجي بأنها فكرة مدحضة بشكل قاطع، ودعت إلى تقييم من قبل حكومة الولايات المتحدة للأخطاء التي ارتكبت في هذه الحلقة، مشيرة إلى أن "النهج الحالي المتمثل في إخفاء الأمر تحت السجادة والأمل في أن ينسى الناس ذلك قد يكون غير منتج". وبالمثل، ذكرت مراجعة عام 1997 لتاريخ الحرب البيولوجية المنشورة في مجلة الجمعية الطبية الأمريكية أن مزاعم المطر الأصفر "يُنظر إليها على نطاق واسع على أنها خاطئة"، ووصفتها مراجعة عام 2001 في المراجعات السنوية في علم الأحياء الدقيقة بأنها "غير مثبتة لأسباب عديدة"، ووصفتها مقالة عام 2003 في المراجعة السنوية لعلم أمراض النبات بأنها "مشكوك فيها إلى حد كبير". وقد وصفت مراجعة أجريت عام 2003 لتاريخ الحرب البيولوجية هذه الادعاءات بأنها واحدة من العديد من الحالات التي أنتجت فيها الدول دعاية تحتوي على اتهامات كاذبة أو لا أساس لها من الصحة باستخدام الأسلحة البيولوجية من قبل أعدائها. 
وعلى النقيض، يزعم الجيش الأميركي منذ عام 1997 أن بعض الخبراء يعتقدون أن "التريكوثيسينات استخدمت كأسلحة بيولوجية في جنوب شرق آسيا وأفغانستان"، على الرغم من أنهم كتبوا أن "الولايات المتحدة لم تتمكن من إثبات بشكل لا لبس فيه أن السموم الفطرية للتريكوثيسينات استخدمت كأسلحة بيولوجية". وزعموا أن وجود حبوب اللقاح في عينات المطر الأصفر يمكن تفسيره على أفضل وجه بالفكرة القائلة بأن "التريكوثيسينات المنتشرة أثناء هجمات الحرب البيولوجية هبطت في مناطق تحتوي على حبوب اللقاح". تم اتخاذ نفس الموقف بشكل أساسي في مجلد لاحق في نفس سلسلة الكتب المدرسية للجيش الأمريكي المنشورة في عام 2007. وبالمثل، تزعم وكالة الحد من التهديدات الدفاعية الأمريكية أن الجدل لم يتم حله وتصرح بأن تقرير وكالة المخابرات المركزية أشار إلى أن الاتحاد السوفييتي يمتلك أسلحة تعتمد على الميكوتوكسين T-2، على الرغم من أن الوكالة تنص على أنه "لم يتم العثور على أي أثر لسلاح يحتوي على التريكوثيسين في المناطق المتضررة بالمطر الأصفر" وتخلص إلى أن استخدام مثل هذه الأسلحة "قد لا يتم إثباته بشكل لا لبس فيه". خلصت مراجعة عام 2007 إلى أن توازن الأدلة يدعم بقوة الفرضية القائلة بأن نوعًا ما من الأسلحة الكيميائية أو البيولوجية قد تم استخدامه في جنوب شرق آسيا في أواخر السبعينيات وأوائل الثمانينيات، لكنها لاحظت أنهم لم يجدوا دليلاً قاطعًا على هذه الفرضية وأن الأدلة لا يمكنها "تحديد العوامل المحددة المستخدمة أو القصد أو المصدر أو المصادر الجذرية للهجمات". كما ورد أن الفيتناميين والسوفييت استخدموا أيضًا أسلحة كيميائية أخرى في الصراعات، في كمبوديا وأفغانستان على التوالي.

## الأحداث اللاحقة

#### الهند
أثارت حلقة من إطلاق النحل لحبوب اللقاح بكميات كبيرة في عام 2002 في سانجرامبور بالهند مخاوف لا أساس لها من الصحة من احتمال وقوع هجوم بالأسلحة الكيميائية، على الرغم من أن هذا كان في الواقع بسبب الهجرة الجماعية للنحل الآسيوي العملاق . لقد أعاد هذا الحدث إلى الأذهان ما وصفه موقع نيو ساينتست بـ "جنون الحرب الباردة"، كما أشار المقال إلى أن صحيفة وول ستريت جورنال قد تناولت هذه المزاعم المتعلقة بالمطر الأصفر في الثمانينيات بتفاصيل خاصة. في الواقع، تواصل صحيفة وول ستريت جورنال التأكيد على أن الاتحاد السوفييتي استخدم المطر الأصفر كسلاح كيميائي في ثمانينيات القرن العشرين، وفي عام 2003 اتهمت ماثيو ميسيلسون "بالتغاضي عن أدلة الانتهاكات السوفييتية".

#### العراق
في الفترة التي سبقت حرب العراق زعمت صحيفة وول ستريت جورنال أن صدام حسين يمتلك سلاحًا كيميائيًا يسمى المطر الأصفر. ويبدو أن العراقيين قاموا بالتحقيق في السموم الفطرية من نوع تريكوثيسين في عام 1990، ولكنهم لم يتمكنوا من تنقية سوى 20% فقط من إجمالي السموم. مل من العامل من الثقافات الفطرية ولم يتمكنوا من زيادة عملية التنقية أو إنتاج أي أسلحة تحتوي على هذه المركبات. على الرغم من أن هذه السموم لا تعتبر بشكل عام أسلحة تكتيكية عملية، فإن سم T-2 قد يكون سلاحًا قابلاً للإستخدام لأنه يمكن امتصاصه من خلال الجلد، على الرغم من أنه سيكون من الصعب جدًا تصنيعه بأي كمية معقولة.
وقد رسم هنري وايلد، وهو ضابط متقاعد في الخدمة الخارجية الأميركية، أوجه تشابه بين استخدام الحكومة الأميركية لمزاعم المطر الأصفر ضد الاتحاد السوفييتي والمزاعم المبالغ فيها في وقت لاحق بشأن موضوع العراق وأسلحة الدمار الشامل. ويرى وايلد أنه من المرجح أن تلجأ الدول مرة أخرى إلى "استخدام الشائعات والمعلومات الاستخباراتية الكاذبة أو المزيفة حول استخدام مثل هذه الأسلحة لأغراض الدعاية". ويدعو إلى إنشاء عملية تفتيش أكثر صرامة للتعامل مع مثل هذه الادعاءات. وقد أعربت المنظمة العالمية لصحة الحيوان في عام 2006 عن مخاوف مماثلة، حيث قارنت الاتهامات الأميركية بشأن المطر الأصفر باتهامات أخرى من حقبة الحرب الباردة من جانب الاتحاد السوفييتي وكوبا ، فضلاً عن معلومات استخباراتية خاطئة أحدث بشأن قدرات الأسلحة العراقية، وخلصت إلى أن مثل هذه الاتهامات غير المبررة شجعت على تطوير الأسلحة البيولوجية وزادت من خطر استخدامها، كما أنها شوهت جهود الحد من الأسلحة .

#### مقابلة راديولاب
في عام 2012، بث برنامج راديولاب العلمي مقابلة مع اللاجئ الهمونغي إنج يانج وابنة أخته، المؤلفة كاو كاليا يانج ، لمناقشة تجربة إنج يانج مع المطر الأصفر. اعتبر المضيفون أن المطر الأصفر من غير المرجح أن يكون عاملاً كيميائياً. أثارت الحلقة ردود فعل عنيفة بين بعض المستمعين، الذين انتقدوا روبرت كرولويتش بسبب قلة الحساسية والعنصرية وتجاهله للتجربة الشخصية والمهنية ليانغ في المنطقة المعنية. دفع هذا الرد السلبي المذيع كرولويتش إلى تقديم اعتذار عن طريقة تعامله مع المقابلة.

#### بلغاريا
في 23 مايو 2015، وقبل العيد الوطني 24 مايو (يوم الكتابة والثقافة البلغارية)، هطلت أمطار صفراء في صوفيا، بلغاريا. أثيرت الشكوك بسبب انتقاد الحكومة البلغارية للأفعال الروسية في أوكرانيا في ذلك الوقت. وقد شرحت الأكاديمية الوطنية البلغارية BAN هذا الحدث على أنه حبوب لقاح الزهور.

#### المطر الأصفر لمي دير فانغ
نشرت الشاعرة الأمريكية من شعب الهمونغ ماي دير فانغ ديوانها "المطر الأصفر" (دار جراي وولف للنشر، 2021) وحظي بإشادة النقاد وكان من بين المتأهلين للنهائيات لجائزة بوليتسر في الشعر عام 2022. يستكشف الكتاب المطر الأصفر في جنوب شرق آسيا من خلال استخدام الشعر الوثائقي.